# USS New Mexico (BB-40)
USS New Mexico (BB-40) là một thiết giáp hạm từng phục vụ trong Hải quân Hoa Kỳ từ năm 1918 đến năm 1946; là chiếc dẫn đầu trong lớp của nó bao gồm ba chiếc. New Mexico được hiện đại hóa một cách đáng kể vào giữa những năm 1931 và 1933, và đã phục vụ trong Chiến tranh Thế giới thứ hai tại cả mặt trận Đại Tây Dương lẫn Thái Bình Dương. Sau khi ngừng phục vụ do chiến tranh kết thúc, nó bị tháo dỡ vào năm 1947. New Mexico (BB-40) là tàu chiến đầu tiên của Hải quân Mỹ mang cái tên này nhằm tôn vinh tiểu bang New Mexico.

## Thiết kế và chế tạo
New Mexico được đặt lườn vào ngày 14 tháng 10 năm 1915 tại Xưởng hải quân New York; được hạ thủy vào ngày 13 tháng 4 năm 1917; được đỡ đầu bởi Cô Margaret Cabeza De Baca, con gái cựu Thống đốc tiểu bang New Mexico Ezequiel Cabeza De Baca (ông qua đời ngày 28 tháng 2 năm 1917); và được đưa vào hoạt động ngày 20 tháng 5 năm 1918 dưới quyền chỉ huy của Thuyền trưởng, Đại tá Hải quân Ashley Herman Robertson.
General Electric đã thực hiện một chiến dịch quảng cáo với tiêu đề "The "Constitution" of To-day—Electronically Propelled" (Chiếc "Constitution" của ngày hôm nay – vận hành bằng điện), bằng một hình vẽ chiếc New Mexico bên cạnh chiếc USS Constitution, và giới thiệu chiếc thiết giáp hạm mới như "chiếc tàu chiến đầu tiên thuộc mọi quốc gia vận hành bằng điện". Máy phát điện được cho biết có công suất 28.000 mã lực cung cấp động năng đạt được tốc độ đường trường 10 knot. GE gọi nó là một trong những tiến bộ hàng đầu của kỷ nguyên khoa học và liên hệ nó với những sản phẩm dân dụng, với chú thích rằng "Các ứng dụng tổng quát về điện năng được áp dụng để thỏa mãn nhu cầu của nhân loại tới mức ngày nay hiếm có một ngôi nhà hay một cá nhân nào không hưởng được lợi ích mà sản phẩm hay dịch vụ của General Electric mang lại". Một quyển sách nhỏ minh họa có tiêu đề "The Electric Ship" cũng được cung cấp miễn phí theo yêu cầu.

## Lịch sử hoạt động

### Giữa hai cuộc thế chiến

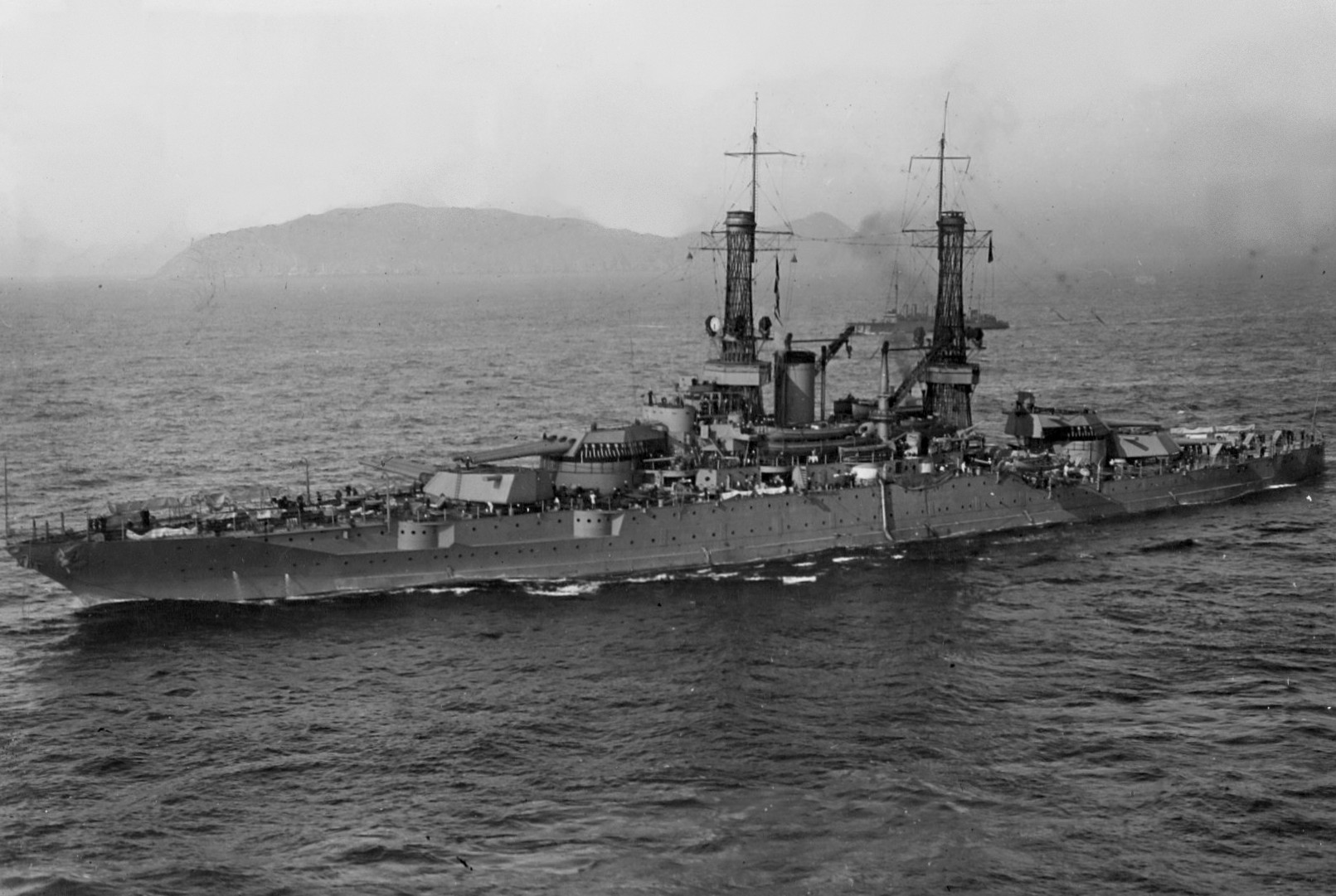
USS New Mexico vào năm 1921.

Sau các đợt huấn luyện ban đầu, New Mexico rời New York ngày 15 tháng 1 năm 1919 đi đến Brest, Pháp để hộ tống chuyến đi quay trở về nhà của chiếc George Washington chở Tổng thống Woodrow Wilson sau khi tham dự Hội nghị Hòa bình Versailles; và đã quay về đến Hampton Roads vào ngày 27 tháng 2. Tại đây vào ngày 16 tháng 7 năm 1919, chiếc thiết giáp hạm trở thành soái hạm của Hạm đội Thái Bình Dương vừa mới được thành lập, và ba ngày sau lên đường đi ngang qua kênh đào Panama, để đến San Pedro, California vào ngày 9 tháng 8. Hai trong số mười bốn khẩu pháo hạng hai 127 mm (5 inch)/51-caliber nguyên thủy được tháo bỏ vào năm 1922. Quãng thời gian 12 năm hoạt động tiếp theo sau được đánh dấu bởi các hoạt động cơ động phối hợp thường xuyên cùng Hạm đội Đại Tây Dương tại cả Thái Bình Dương và vùng biển Caribbe, cùng các chuyến viếng thăm đến các cảng Nam Mỹ và một chuyến viếng thăm hữu nghị vào năm 1925 đến Australia và New Zealand.
Sau khi được đại tu và hiện đại hóa tại Philadelphia từ tháng 3 năm 1931 đến tháng 1 năm 1933, bao gồm việc bổ sung một dàn hỏa lực phòng không gồm tám khẩu 127 mm (5 inch)/25-caliber, New Mexico quay trở lại Thái Bình Dương vào tháng 10 năm 1934 tiếp nối các đợt thực hành huấn luyện và hoạt động thử nghiệm phát triển chiến thuật.
Khi nguy cơ xảy ra chiến tranh ngày càng cao, New Mexico được chuyển căn cứ đến Trân Châu Cảng từ ngày 6 tháng 12 năm 1940 cho đến ngày 20 tháng 5 năm 1941; rồi sau đó chiếc thiết giáp hạm gia nhập hạm đội Đại Tây Dương đặt căn cứ tại Norfolk từ ngày 16 tháng 6 với vai trò tuần tra trung lập.

### Thế Chiến II

#### 1940 – 1943
Sau khi Nhật Bản tấn công Trân Châu Cảng; đang khi hối hả đi đến Hampton Roads để lên đường hướng sang Bờ Tây, vào ngày 10 tháng 12, New Mexico đã đâm phải chiếc tàu chở hàng Oregon tại phía Nam hải đăng Nantucket khiến nó bị đắm.
Bắt đầu từ tháng 5 năm 1942, các khẩu pháo hạng hai 127 mm (5 inch)/51-caliber nguyên thủy được tháo dỡ dành chỗ cho các khẩu súng máy phòng không bổ sung. Vào ngày 1 tháng 8 năm 1942, New Mexico di chuyển từ San Francisco đến Hawaii để chuẩn bị cho các hoạt động tác chiến. Từ ngày 6 tháng 12 năm 1942 đến ngày 22 tháng 3 năm 1943, chiếc thiết giáp hạm thực hiện hộ tống các đoàn tàu vận tải vận chuyển binh lính đến quần đảo Fiji, sau đó tuần tra tại khu vực Tây Nam Thái Bình Dương, trước khi quay trở về Trân Châu Cảng nhằm chuẩn bị cho chiến dịch tái chiếm quần đảo Aleut. Vào ngày 17 tháng 5 nó đi đến đảo Adak, căn cứ của nó trong thời gian phong tỏa đảo Attu, và vào ngày 21 tháng 7, chiếc thiết giáp hạm tham gia cuộc bắn phá xuống Kiska vốn đã khiến cho đối phương buộc phải triệt thoái một tuần sau đó.
Sau một đợt tái trang bị tại Xưởng hải quân Puget Sound, New Mexico quay lại Trân Châu Cảng vào ngày 25 tháng 10 tổng dượt chuẩn bị cho cuộc đổ bộ lên quần đảo Gilbert. Trong quá trình cuộc tấn công vốn bắt đầu vào ngày 20 tháng 11, chiếc thiết giáp hạm đã nả pháo xuống đảo san hô Makin, bảo vệ cho các tàu vận tải trong cuộc rút lui khỏi đảo trong đêm tối, và yểm trợ phòng không co chiến dịch chất dỡ khỏi tàu cũng như bảo vệ cho các tàu sân bay. Nó quay lại Trân Châu Cảng vào ngày 5 tháng 12.

#### 1944
Lên đường cùng với lực lượng tấn công quần đảo Marshall vào ngày 12 tháng 1 năm 1944, New Mexico bắn phá các đảo Kwajalein và Ebeye trong các ngày 31 tháng 1 và 1 tháng 2, rồi sau đó được tiếp liệu tại Majuro. Chiếc thiết giáp hạm nả pháo xuống Wotje ngày 20 tháng 2 và xuống Kavieng, New Ireland vào ngày 20 tháng 3, sau đó ghé thăm Sydney trước khi đi đến quần đảo Solomons vào tháng 5 để tổng dượt cho Chiến dịch Mariana.
New Mexico nả pháo xuống Tinian vào ngày 14 tháng 6, Saipan vào ngày 15 tháng 6, và xuống Guam vào ngày 16 tháng 6, và hai lần đẩy lui các cuộc không kích của máy bay đối phương trong ngày 18 tháng 6. Nó bảo vệ cho các tàu vận chuyển ngoài khơi Marianas trong khi lực lượng đặc nhiệm tàu sân bay đánh tan không lực của Hải quân Đế quốc Nhật Bản trong Trận chiến biển Philippine vào ngày 20 tháng 6. New Mexico hộ tống các tàu vận chuyển đi đến Eniwetok, rồi sau đó lên đường vào ngày 9 tháng 7 bảo vệ các tàu sân bay hộ tống cho đến ngày 12 tháng 7, khi các khẩu pháo hạng nặng khai hỏa vào Guam chuẩn bị cho cuộc đổ bộ vào ngày 21 tháng 7. Cho đến ngày 30 tháng 7, chiếc thiết giáp hạm tấn công các vị trí đối phương và các căn cứ trên đảo.
Được đại tu tại Bremerton, Washington từ tháng 8 đến tháng 10, New Mexico đi đến vịnh Leyte vào ngày 22 tháng 11 bảo vệ cho các hoạt động tăng cường và các đoàn tàu vận tải tiếp liệu; và hầu như phải nổ súng hằng ngày đánh lui các cuộc không kích hằng ngày do quân Nhật thực hiện trên vịnh kháng cự tuyệt vọng chống lại cuộc chiếm đóng Philippines. Nó rời vịnh Leyte vào ngày 2 tháng 12 hướng đến Palaus, nơi nó tham gia một lực lượng hộ tống cho đoàn tàu vận tải tấn công Mindoro. Một lần nữa chiếc thiết giáp hạm xây dựng một hàng rào hỏa lực phòng không trong khi lực lượng đổ bộ lên đảo vào ngày 15 tháng 12, tiếp tục yểm trợ trong hai ngày cho đến khi khởi hành đi Palaus.

#### 1945

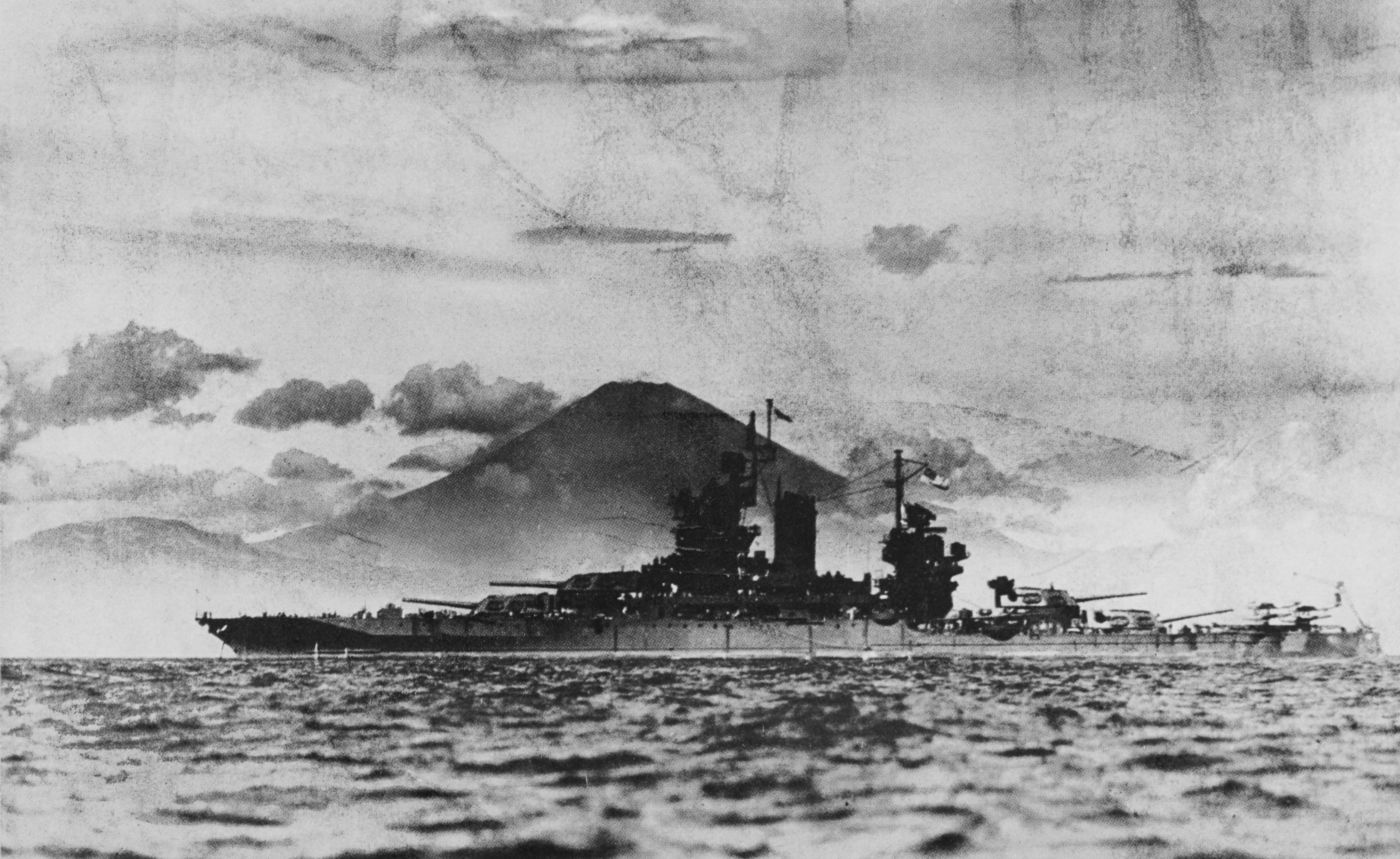
USS New Mexico, cùng với núi Phú Sĩ phía hậu cảnh, tháng 8 năm 1945.

Hoạt động tác chiến tiếp theo của New Mexico là cuộc chiếm đóng Luzon, và nó phải hoạt động dưới một bầu trời đầy những máy bay tấn công cảm tử kamikaze, khiến chiếc thiết giáp hạm hầu như phải luôn luôn trong trạng thái trực chiến. Nó thực hiện các cuộc bắn pháo chuẩn bị cho cuộc đổ bộ trong ngày 6 tháng 1 năm 1945, khi một máy bay tấn công cảm tử đối phương đâm bổ vào cầu tàu, giết chết sĩ quan chỉ huy của nó, Đại tá Hải quân Robert W. Fleming, Trung tướng Anh Herbert Lumsden (đại diện quân sự riêng của Thủ tướng Anh Winston Churchill bên cạnh Thống tướng Douglas MacArthur), cùng 29 người khác trong thủy thủ đoàn, và làm bị thương 87 người. Tư lệnh được chỉ định của Hạm đội Thái Bình Dương Anh Quốc là Phó Đô đốc Bruce Fraser, một hành khách khác trên tàu, đã tránh được thương vong chỉ trong gang tấc khi ông đang đứng trên cầu tàu của New Mexico, trong khi viên thư ký của ông thiệt mạng. Tuy nhiên, các khẩu pháo của nó vẫn tiếp tục hoạt động trong khi nó được sửa chữa, và nó vẫn tiếp tục hoạt động tác chiến cho đến hết tháng 1 khi lực lượng đổ bộ tiếp tục hoạt động trên bờ.
Sau khi được sửa chữa tại Trân Châu Cảng, New Mexico đi đến Ulithi chuẩn bị cho cuộc chiếm đóng Okinawa, và nó khởi hành vào ngày 21 tháng 3 cùng hải đội hỗ trợ hỏa lực hạng nặng. Các khẩu pháo hạng nặng của nó đã khai hỏa nhắm vào Okinawa vào ngày 26 tháng 3, và chỉ im tiếng vào ngày 17 tháng 4 khi nó hỗ trợ cho lực lượng chiến đấu trên bờ. Nó lại phải nổ súng yểm trợ hỏa lực vào các ngày 21 và 29 tháng 4; và vào ngày 11 tháng 5 nó đã tiêu diệt tám xuồng cảm tử. Trên đường đi đến điểm thả neo tại Hagushi vào lúc sáng sớm ngày 12 tháng 5, New Mexico bị hai máy bay tấn công cảm tử kamikaze tấn công, một chiếc đã bổ nhào vào nó trong khi chiếc kia tìm cách cắt quả bom vào nó. Chiếc thiết giáp hạm bị bốc cháy, với 54 người thiệt mạng cùng 119 người khác bị thương. Các hoạt động kiểm soát hư hỏng hiệu quả đã nhanh chóng dập tắt được đám cháy trong vòng nữa giờ, và vào ngày 28 tháng 5 nó lên đường đi đến Leyte để sửa chữa tạm thời, rồi tham gia thao dượt chuẩn bị cho Chiến dịch Downfall, cuộc đổ bộ lên chính các hòn đảo chính quốc Nhật Bản. Tin tức về việc chiến tranh kết thúc đến với chiếc thiết giáp hạm kỳ cựu khi nó đang ở tại Saipan trong ngày 15 tháng 8, và nó khởi hành hướng đến Okinawa vào ngày hôm sau để tham gia lực lượng chiếm đóng. Nó đi đến Sagami Wan vào ngày 27 tháng 8 hỗ trợ cho cuộc đổ quân bằng đường không để chiếm đóng sân bay Atsugi, và ngày hôm sau đi đến vịnh Tokyo để chứng kiến việc đầu hàng diễn ra vào ngày 2 tháng 9.
New Mexico lên đường quay trở về nhà vào ngày 6 tháng 9, ghé qua Okinawa, Trân Châu Cảng và vượt kênh đào Panama trước khi về đến Boston vào ngày 17 tháng 10.

### Sau chiến tranh
New Mexico được cho ngừng hoạt động tại Boston vào ngày 19 tháng 7 năm 1946, và được rút khỏi danh sách Đăng bạ Hải quân vào ngày 25 tháng 2 năm 1947. Đến ngày 9 tháng 11 năm 1947, nó được bán cho chi nhánh Lipsett của hãng Luria Bros để tháo dỡ với giá là 381.600 Đô la Mỹ.

#### "Trận chiến vịnh Newark "
Hãng Lipsett quyết định kéo chiếc New Mexico đến Newark, New Jersey để tháo dỡ; vì nơi đây ở gần các tuyến đường sắt nên là địa điểm lý tưởng để tháo dỡ và chuyên chở sắt vụn. Vào đầu tháng 11 năm 1947, New Mexico khởi hành rời khỏi Boston, được hai chiếc tàu kéo lai dắt. Ngày 12 tháng 11, trong khi ở ngoài khơi bờ biển New York, những chiếc tàu kéo chịu đựng thời tiết xấu và bị buộc phải cắt bỏ dây kéo. Những ngọn đèn đi biển trên chiếc New Mexico tiếp tục được thắp sáng cùng với ba thành viên ở lại trên tàu, nhưng những chiếc tàu kéo nhanh chóng mất dấu con tàu. New Mexico sau đó trôi nổi như một con tàu vô chủ cho đến khi được một máy bay của Lực lượng Tuần duyên trông thấy ngày hôm sau, cách bờ biển 35 dặm. Hai chiếc tàu kéo lại nối được cáp và tiếp tục cuộc hành trình đến ụ tháo dỡ.
Các quan chức của thành phố Newark quyết định sẽ không chấp nhận bất kỳ con tàu nào khác được tháo dỡ dọc theo bờ biển của thành phố; vì Newark đang thực hiện một kế hoạch làm đẹp bãi biển, và đã dành ra một ngân khoản 70 triệu Đô la cho những công việc cải thiện này. Do đó, thành phố này công bố rằng mọi mưu toan đưa chiếc New Mexico đến Newark sẽ bị ngăn chặn. Hai chiếc tàu chữa cháy của thành phố Michael P. Duffy và William T. Brennan được dành riêng và chuẩn bị sử dụng các súng chữa lửa và vòi phun hoá chất để ngăn chặn Lipsett và New Mexico. Để đối phó, Lipsett tổ chức một lực lượng của riêng họ gồm bốn tàu kéo, và Lực lượng tuần duyên Hoa Kỳ cũng tuyên bố sẽ đảm bảo an toàn cho việc di chuyển chiếc New Mexico, cho phép việc đi vào cảng hợp pháp. Cuộc đối đầu này được báo chí mô tả như là "Trận chiến vịnh Newark". Sự việc càng phức tạp hơn khi Phòng Thương mại thành phố Santa Fe thuộc New Mexico cho biết họ sẽ phản kháng việc Newark "bêu xấu" cái tên của tiểu bang New Mexico qua việc từ chối chấp nhận chiếc thiết giáp hạm.
Trong khi New Mexico chờ đợi con nước triều thích hợp để được kéo đi nốt quãng đường còn lại đến Newark, Bộ Hải quân cử Thứ trưởng W. John Kenney đến đàm phán. Sau nhiều buổi họp, ông dàn xếp được một thỏa thuận tế nhị giữa thành phố Newark và Lipsett. Newark sẽ cho phép New Mexico cùng hai thiết giáp hạm khác là Idaho và Wyoming được tháo dỡ tại Newark, nhưng sẽ không có bất kỳ một cơ sở tháo dỡ tàu nào cố định. Lipsett có thời hạn chín tháng để tháo dỡ cả ba chiếc tàu, hoặc sẽ chịu một khoảng phạt 1.000 Đô la mỗi ngày sau khi kết thúc hạn định.
Cuối cùng New Mexico cũng đi qua eo Newark vào ngày 19 tháng 11, và được chào đón bởi chính những con tàu chữa cháy của Newark mà trước đó được gửi đi đối phó lại nó. Newark còn tổ chức cho học sinh đến chào mừng tôn vinh chiếc thiết giáp hạm cũ tại bến tàu với một dàn nhạc. Sau đó New Mexico được tháp tùng bởi Idaho và Wyoming, nơi cả ba chiếc cuối cùng được tháo dỡ. Công việc tháo dỡ New Mexico bắt đầu vào ngày 24 tháng 11 và hoàn tất vào tháng 7 năm 1948.

## Phần thưởng
New Mexico được tặng thưởng sáu Ngôi sao Chiến đấu do thành tích phục vụ trong Chiến tranh Thế giới thứ hai.